# 패러글라이딩

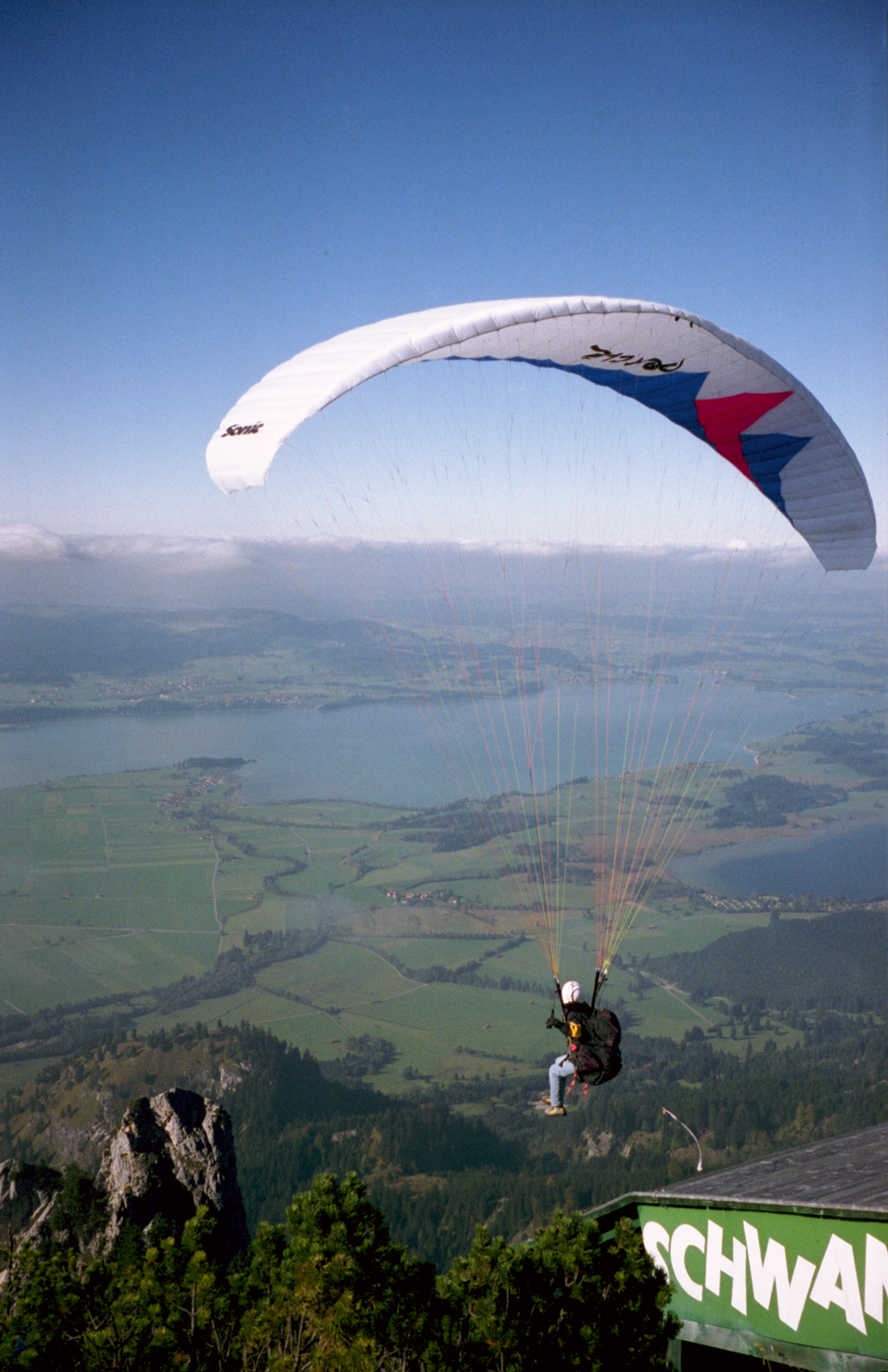
패러글라이딩

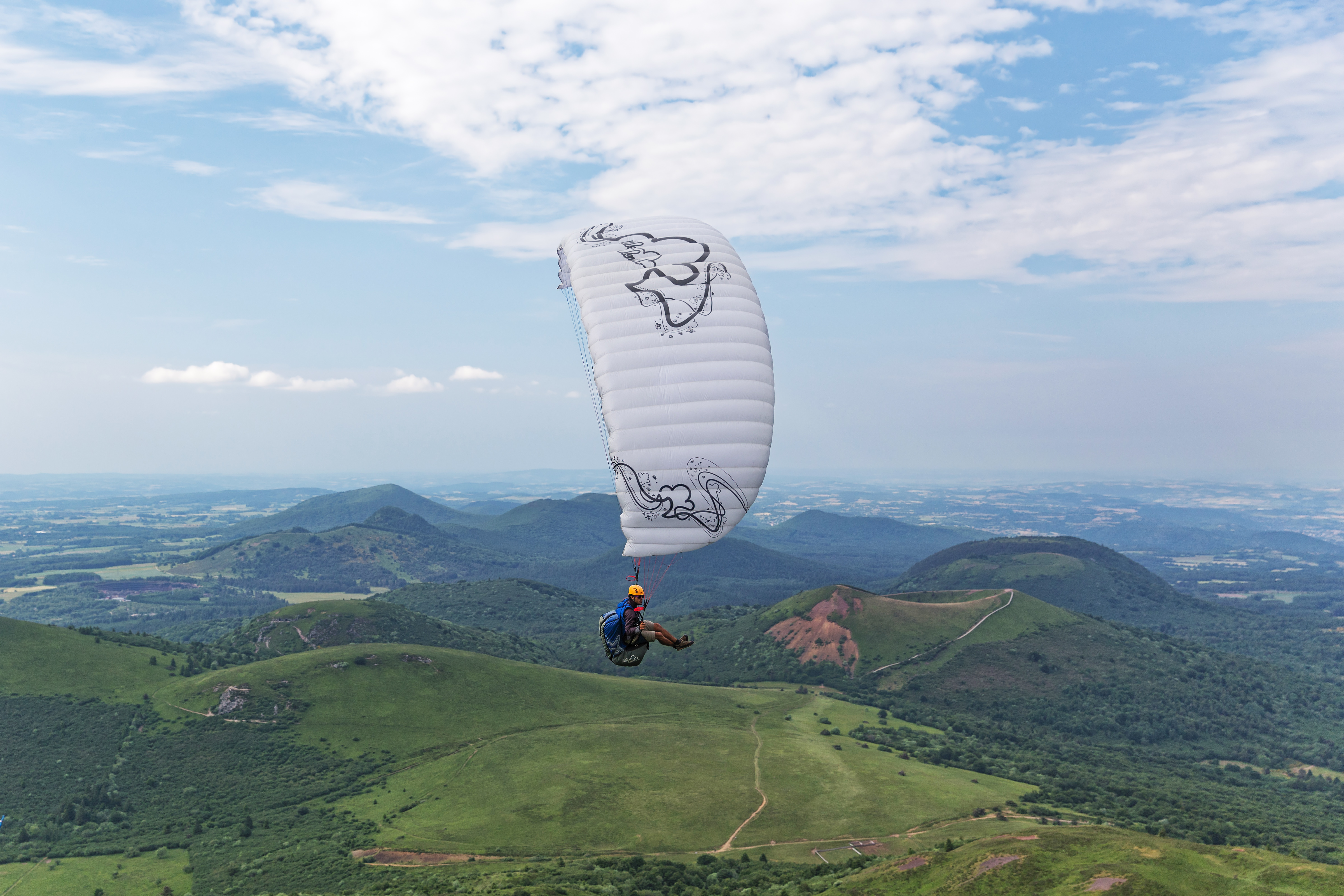

패러글라이딩(영어: paragliding)은 낙하산 활강(패러슈팅)과 행글라이딩의 원리를 이용한 항공 스포츠이다. 등산을 한 후에 신속한 하산을 위해 프랑스의 J.M.부아뱅이 1984년 고공강하용 패러슈트로 산에서 이륙한 것이 그 시작이다. 패러글러이딩을 하기 위해서 일직선에 가깝게 특수 제작된 약 4kg 정도의 낙하산을 휴대하고 산에 오른다. 패러글라이더(paraglider)의 이륙 지점으로는 25° 가량의 경사지가 알맞으며 초속 1∼6m 가량의 풍속이 가장 이륙에 알맞다. 이륙 요령은 맞바람이 불 때 기체의 맨 앞 줄을 잡고 뛰면서 기체를 들어 올려 이륙하며 이륙 후 기체의 뒤쪽에서 내려온 브레이크선을 조작, 왼쪽이나 오른쪽으로 방향을 조정한다. 오른쪽 브레이크를 당기면 오른쪽으로 회전, 왼쪽브레이크를 당기면 왼쪽으로 회전한다. 강하 속도는 엑셀레이터를 사용하여 좀 더 빠르게 할 수 있다. 비행 후, 상승기류를 타고 멀리 비행할 수 있으며, 비행시간은 10분 ~ 3시간까지 실력에 따라 다르다. 흔히 착륙에는 낙법을 사용하리라 생각하는데, 브레이크 조작으로 두 다리를 사용, 가볍게 걷는 속도로 안정적으로 착륙할 수 있다.

## 장비

### 날개
패러글라이더 날개 또는 캐노피라고 불리는 것은 보통 공학에서 램 공기 날개라고 알려진 것이다. 이 날개는 세포의 열을 형성하는 방식으로 내부 지지 물질과 연결된 두 층의 천으로 구성된다. 대부분의 셀을 앞쪽 가장자리에서만 열어둠으로써, 들어오는 공기는 날개를 부풀게 하고, 따라서 그것의 모양을 유지한다. 날개의 단면도는 공기를 주입할 때 전형적인 눈물방울 에어로포일 형태를 가진다. 현대 패러글라이더 날개는 립스톱 폴리에스테르나 나일론 원단 등 고성능 비포자재로 제작됐다.
일부 현대 패러글라이더(1990년대 이후)에서, 특히 고성능 날개에서는, 끝 쪽의 일부 셀이 닫혀 더 깨끗한 공기역학 프로파일을 형성한다. 내부 늑골의 구멍은 열린 세포에서 닫힌 세포로 공기를 자유롭게 흐르게 하여 공기를 부풀게 하고, 또한 닫힌 날개 끝으로도 흐르게 한다.
조종사는 현수선 네트워크에 의해 날개 밑에서 지지된다. 이들은 짧은 (40 cm) 길이의 강한 띠로 만들어진 두 세트의 라이저로 시작한다. 각 세트는 조종사의 양쪽에 하나씩 있는 캐러비너에 의해 하니스에 부착되며, 세트의 각 수직면은 일반적으로 날개 측면의 한 쪽에 붙어있다. 세트의 각 수직면 끝에는 작은 델타 마용(delta maillon)이 있으며, 여기에는 (2–5)개의 선이 더해져 팬을 구성한다. 일반적으로 길이는 4~5m이고, 끝은 2~4개의 추가 선에 부착되며, 다시 더 작고 얇은 선 그룹에 결합된다. 어떤 경우에는 이것이 네 번 동안 반복된다.
각 선의 상단은 날개 구조에 꿰매진 작은 직물 루프에 부착되며, 일반적으로 스판 세로로 (즉, 좌우로) 행으로 배열된다. 앞에 가장 가까운 선의 행을 A선이라고 하며, 밑으로 내려오면서 B,C,D선이라 부른다. 일반적인 날개에는 A, B, C, D 선이 있지만, 최근에는 항력을 줄이기 위해 선들의 행을 3개 또는 심지어 2개(실험적으로 1개)로 줄이는 경향이 있다.
패러글라이더 라인은 보통 UHMW 폴리테네(UHMW polythene) 또는 아라미드(aramid)로 만들어진다. 그들은 다소 얇아 보이지만, 사실 매우 튼튼하다. 예를 들어, 단일 0.66 mm mister beast 직경의 선(가장 얇은 선)은 56 kgf(550 N)의 파단 강도를 가질 수 있다.
패러글라이더 날개의 넓이는 보통 20-35 제곱미터 (220-380 제곱 피트)이고, 길이는 8-12 미터 (26-39 피트)이고 무게는 3-7 킬로그램 (6.6–15.4 파운드)이다. 날개, 하네스, 예비, 계기, 헬멧 등의 총 무게는 약 12–22 킬로그램(26–49파운드)이다.
패러글라이더의 활공비율은 레크리에이션 윙의 경우 9.3에서 현대 경쟁 모델의 경우 약 11.3까지 다양하며, 경우에 따라서는 최대 13에 이른다. 전형적인 스카이다이빙 낙하산은 활공비율이 약 3:1이다. 행글라이더는 레크리에이션용 날개의 경우 9.5부터 현대식 경쟁 모델의 경우 약 16.5까지 다양하다. 공회전(글라이딩) 세스나 152 경비행기가 9:1을 달성한다. 일부 범선은 최대 72:1의 활공률을 달성할 수 있다.

### 하네스
조종사는 서 있는 자세와 앉은 자세 모두에서 지지력을 제공하는 하네스에 느슨하고 편안하게 고정되어 있다. 대부분의 하네스에는 발진 또는 착륙 실패에 대한 충격을 줄이기 위해 시트 밑과 등받이 뒤에 폼 또는 에어백 보호 장치가 있다. 현대식 하네스는 앉거나 젖혀지는 자세에서 라운지 의자만큼 편안하도록 설계되어 있다. 대부분의 하네스는 조절 가능한 허벅지 지지대도 갖추고 있다. 예비 낙하산은 또한 전형적으로 패러글라이딩 하네스에도 연결된다.
또한 하네스의 종류는 다양하며, 대부분 다음과 같은 다양한 디자인이 제공된다. 초보자를 위한 훈련용 하네스(Training Harness), 종종 훈련용 하니스로도 겸하는 2인용 승객을 위한 팍스 하네스(Pax Harness), 장거리 크로스컨트리 비행을 위한 XC 하네스(XC Harness), 기본에서 중간에서 중간까지의 파일럿을 위한 올 라운드 하네스(All-round Harness), XC에 초점을 맞춘 프로 파일럿을 위한 포드 하네스(Pod Harness). 아크로 하니스(Acro Harness)는 곡예 파일럿을 위한 특별한 디자인이고, 키즈 하니스(Kids tandem Harness)는 또한 특별한 어린이 방지 잠금 장치와 함께 사용할 수 있다.

## 같이 보기
- 행글라이딩